# Cooks Valley, Wisconsin
Cooks Valley là một thị trấn thuộc quận Chippewa, tiểu bang Wisconsin, Hoa Kỳ. Năm 2010, dân số của thị trấn này là 789 người.